# Grigore Alexandrescu

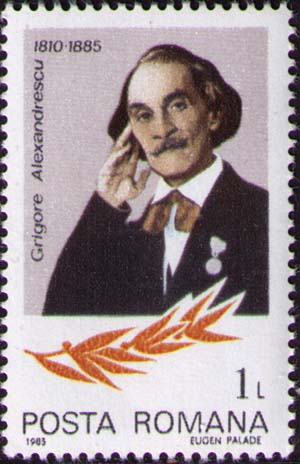

Grigore Alexandrescu (Târgoviște, 22 febbraio 1810 – Bucarest, 25 novembre 1885) è stato un poeta rumeno.

## Biografia
Fervente patriota, in giovinezza partecipò ai tentativi rivoluzionari ed alle congiure politiche del tempo (il complotto contro il principe Alessandro II Ghica del 1840): ottenne anche alte cariche amministrative, ma a partire dal 1860 soffrì a causa di una grave malattia mentale.
Le sue poesie, d'imitazione romantica e francese, sono ispirate al passato glorioso della sua nazione: costituiscono un classico della letteratura rumena. Fu anche autore di favole.

## Opere (sintesi)
- Poezii (1832)
- Fabule (1832)
- Meditații (1835)
- Poezii (1838)
- Fabule (1838)
- Poezii (1839)
- Memorial (1842)
- Poezii (1842)
- Suvenire și impresii, epistole și fabule (1847)
- Meditații, elegii, epistole, satire și fabule (1863)